# 鈴木正幸 (野球)
鈴木 正幸（すずき まさゆき、1957年4月16日 - ）は、岩手県九戸郡出身の元プロ野球選手（投手）。右投右打。

## 来歴・人物
私立龍澤高校から、社会人野球の札幌トヨペットに入団。1980年の都市対抗野球にチームとして初出場。樋口博美（王子製紙苫小牧から補強）らの好投もあり決勝に進出。大昭和製紙との決勝ではリリーフとして起用されるが、佐々木正行に本塁打を浴びるなど攻略され、準優勝に終わった。
1980年オフに、ドラフト外でヤクルトスワローズに入団。
1982年には5月から先発として起用され2勝を挙げる。1安打完投を2回も記録するほど好調だった（内訳は1勝1敗）。6月18日の対大洋戦では、2回に屋鋪要の犠飛で1点を失うも8回2死まで無安打投球だったが、投手の野村収に唯一の安打を打たれ、味方打線はその野村に1安打完封を喫したため、両軍1安打ながら負け投手になった。その後は一時低迷するが、1985年には主に中継ぎで34試合に登板、主力投手では最も低い防御率2.60の好成績を残す。翌1986年も中継ぎとして起用されるが、1987年には登板機会がなく、同年限りで現役を引退。
引退後は、打撃投手に転向した。
大矢明彦によれば「ストレートもスライダー回転する」というクセ球投手であった。また、ナックルも投げていた。

## 詳細情報

### 年度別投手成績
| 年 度     | 球 団     | 登 板 | 先 発 | 完 投 | 完 封 | 無 四 球 | 勝 利 | 敗 戦 | セ 丨 ブ | ホ 丨 ル ド | 勝 率 | 打 者 | 投 球 回 | 被 安 打 | 被 本 塁 打 | 与 四 球 | 敬 遠 | 与 死 球 | 奪 三 振 | 暴 投 | ボ 丨 ク | 失 点 | 自 責 点 | 防 御 率 | W H I P |
| --------- | --------- | ----- | ----- | ----- | ----- | -------- | ----- | ----- | -------- | ----------- | ----- | ----- | -------- | -------- | ----------- | -------- | ----- | -------- | -------- | ----- | -------- | ----- | -------- | -------- | ------- |
| 1982      | ヤクルト  | 25    | 15    | 4     | 1     | 0        | 2     | 8     | 0        | --          | .200  | 410   | 98.2     | 85       | 11          | 36       | 0     | 1        | 56       | 2     | 0        | 40    | 38       | 3.45     | 1.23    |
| 1983      | ヤクルト  | 5     | 0     | 0     | 0     | 0        | 0     | 0     | 0        | --          | ----  | 38    | 8.1      | 8        | 2           | 8        | 1     | 0        | 4        | 1     | 0        | 6     | 6        | 6.48     | 1.92    |
| 1984      | ヤクルト  | 9     | 0     | 0     | 0     | 0        | 1     | 0     | 0        | --          | 1.000 | 77    | 18.0     | 14       | 3           | 12       | 2     | 0        | 10       | 0     | 0        | 10    | 9        | 4.50     | 1.44    |
| 1985      | ヤクルト  | 34    | 1     | 0     | 0     | 0        | 0     | 1     | 0        | --          | .000  | 176   | 45.0     | 39       | 3           | 17       | 3     | 0        | 16       | 0     | 0        | 15    | 13       | 2.60     | 1.24    |
| 1986      | ヤクルト  | 15    | 0     | 0     | 0     | 0        | 0     | 0     | 0        | --          | ----  | 84    | 17.1     | 25       | 2           | 9        | 0     | 1        | 13       | 1     | 0        | 12    | 11       | 5.71     | 1.96    |
| 通算：5年 | 通算：5年 | 88    | 16    | 4     | 1     | 0        | 3     | 9     | 0        | --          | .250  | 785   | 187.1    | 171      | 21          | 82       | 6     | 2        | 99       | 4     | 0        | 83    | 77       | 3.70     | 1.35    |

### 記録
- 初登板：1982年5月2日、対横浜大洋ホエールズ4回戦（横浜スタジアム）、8回裏に5番手で救援登板・完了、1回無失点
- 初奪三振：1982年5月5日、対読売ジャイアンツ4回戦（明治神宮野球場）、4回表に浅野啓司から
- 初先発：1982年5月22日、対読売ジャイアンツ7回戦（明治神宮野球場）、5回無失点
- 初勝利・初完投勝利・初完封勝利：1982年6月9日、対阪神タイガース10回戦（明治神宮野球場）

### 背番号
- 25 （1981年 - 1987年）
- 93 （1988年 - 1991年）